# Aziatische kampioenschappen wielrennen 2025 – Wegwedstrijd mannen elite
De wegwedstrijd voor mannen elite op de Aziatische kampioenschappen wielrennen 2025 werd gehouden op 16 februari. De 72 deelnemers moesten een parcours van 171,9 kilometer van Phitsanulok naar Ban Rak Thai afleggen. De Chinees Lü Xianjing won, voor Peerapol Chawchiangkwang en Jambaljamts Sainbayar.

## Uitslag
| Plaats | Naam                     | Tijd     |
| ------ | ------------------------ | -------- |
| Goud   | Lü Xianjing              | 3u46'35" |
| Zilver | Peerapol Chawchiangkwang | + 34"    |
| Brons  | Jambaljamts Sainbayar    | + 36"    |
| 4      | Yuma Koishi              | + 48"    |
| 5      | Masaki Yamamoto          | + 1'12"  |
| 6      | Anton Koezmin            | + 1'18"  |
| 7      | Jung Woo-ho              | + 1'48"  |
| 8      | Jun Jae-bin              | + 2'03"  |
| 9      | Tegshbayar Batsaikhan    | + 2'15"  |
| 10     | Marcelo Felipe           | + 2'17"  |
| 11     | Thanakhan Chaiyasombat   | + 2'29"  |
| 12     | Yukiya Arashiro          | + 3'03"  |
| 13     | Rashid Al Blooshi        | + 3'05"  |
| 14     | Muradjan Halmuratov      | z.t.     |
| 15     | Ali Labib                | z.t.     |
| 16     | Ariya Phounsavath        | + 3'11"  |
| 17     | Kim Eu-ro                | + 3'37"  |
| 18     | Nur Aiman Rosli          | z.t.     |
| 19     | Aiman Cahyadi            | z.t.     |
| 20     | Joshua Pascual           | z.t.     |